# Balocha unilineata
Balocha unilineata är en insektsart som beskrevs av Maldonado-capriles 1970. Balocha unilineata ingår i släktet Balocha och familjen dvärgstritar. Inga underarter finns listade i Catalogue of Life.